# William Scrots
William (ou Guillim) Scrots (ou Scrotes, Stretes) (ativo entre 1537 e 1553), foi um pintor ativo na Inglaterra, integrante da Escola Tudor, e um expoente do Maneirismo nos Países Baixos.
O primeiro registro que faz menção a ele é sua indicação como pintor da corte da regente dos Países Baixos, Maria de Habsburgo, em 1537. Transferindo-se para a Inglaterra, foi pintor de Henrique VIII, com régio salário. Continuou nessa função sob o reinado de Eduardo VI. Com a morte do rei, cessam as informações sobre o pintor, embora se presuma que tenha deixado o país.
Seu estilo é típico do Maneirismo, com uma tendência decorativa requintada e rica. Realizou uma pintura anamórfica de Eduardo VII que causou sensação quando foi exibida. Introduziu a prática da pintura de corpo inteiro, quando até então prevalecia um gosto pelo retrato em forma de busto. Boa parte de sua produção não tem autoria plenamente confirmada.